# Claudia Trębicka
Claudia Trębicka (ur. 22 marca 1990 w Berlinie) – polska koszykarka grająca na pozycji rzucającego obrońcy.
Od sezonu 2008 zawodniczka polskiego klubu Tauron Basket Ligi Kobiet – KSSSE AZS PWSZ Gorzów Wielkopolski.